# Macenta
Macenta är en prefekturhuvudort i Guinea.   Den ligger i prefekturen Macenta och regionen Nzerekore Region, i den sydöstra delen av landet, 500 km öster om huvudstaden Conakry. Macenta ligger 546 meter över havet och antalet invånare är 43 102.
Terrängen runt Macenta är platt åt sydost, men åt nordväst är den kuperad. Runt Macenta är det ganska glesbefolkat, med 43 invånare per kvadratkilometer. Det finns inga andra samhällen i närheten. I omgivningarna runt Macenta växer huvudsakligen savannskog.